# Hal Woodeshick
Harold Joseph Woodeshick (24 août 1932 - 14 juin 2009) est un ancien lanceur gaucher des Ligues majeures de baseball. Il a joué pour cinq équipes pendant 11 saisons, entre 1956 et 1967.

## Carrière
Hal Woodeshick est né en 1932 à Wilkes-Barre, Pennsylvanie, États-Unis.
Il a fait ses débuts dans les majeures en 1956 avec les Tigers de Detroit. Par la suite, il a joué pour les Indians de Cleveland (1958), les Senators de Washington (1959-1960), les Tigers de Detroit à nouveau (1961-1962), les Colts .45s de Houston (1962-1965), devenus les Astros de Houston en 1965, et finalement les Cardinals de Saint-Louis (1965-1967). Il a principalement été employé comme lanceur de relève.
Il a participé au match des étoiles du baseball en 1963. En 1964, il a mené la Ligue nationale pour les sauvetages avec 23 pour les Colts .45s de Houston. 
À sa dernière saison, il a remporté la Série mondiale avec les Cardinals.
Woodeshick s'est éteint le 14 juin 2009 à Houston à l'âge de 76 ans.